# تشراغ ويس (سقز)
قرية تشراغ ويس (بالكردية: چراغ وەیس) هي إحدى القرى التابعة لـمیره دیه في ريف قسم مركزي من مقاطعة سقز، في محافظة كردستان الإيرانية.

## السكان
حسب إحصاءات سنة 2006، بلغ إجمالي السكان في تشراغ ويس 174 نسمة وعدد المساكن 31 مسكن. لغة سكان تشراغ ويس هي اللغة الكردية و هم من أهل السنة والجماعة والمذهب الشافعي.